# Gordon Hessler
Gordon Hessler (12 de diciembre de 1925 – 19  de enero de 2014) era un director de cine, director televisivo, guionista, y productor británico.
Nació en Berlín, Alemania, pero se crio en Inglaterra y estudió en la Universidad de Reading. Muy pronto se mudó a Estados Unidos y dirigió una serie de cortometrajes y documentales. Universal Studios lo contrató como lector de guiones para la serie de televisión Alfred Hitchcock Presents.  Después fue editor en dos de sus temporadas (1960–1962) y se mantuvo como productor asociado de la serie hasta que finalizó en 1965. Dirigió muchos episodios y también para otras series como Hawái Cinco-0 y Sara.
En 1969 dirigió su primer largometraje,titulado The Oblong Box, con Vincent Price. Fue la primera de las tres películas de terror que Hessler dirigiría con Price como protagonista: las otras dos fueron Cry of the Banshee (1970) y Scream and Scream Again (1970). Otros trabajos suyos fueron Los Asesinatos de la Rue Morgue (1971), El Viaje Fantástico de Sinbad (1974), Kiss Meets the Phantom (1978), Ruega Para Muerte (1985) y The Girl in a Swing (1988) protagonizada por Meg Tilly, una adaptación de la historia de fantasmas de Richard Adams.  La mayoría de los trabajos de Hessler en los años 1970 fueron para televisión.
Hessler Murió mientras dormía el 19 de enero de 2014.